# Rapala alcetas
Rapala alcetas är en fjärilsart som beskrevs av Otto Staudinger 1889. Rapala alcetas ingår i släktet Rapala och familjen juvelvingar. Inga underarter finns listade.